# میکلر
میکلر (انگلیسی: Mikkeller) شرکت نوشیدنی دانمارکی است، که در سال ۲۰۰۶ تأسیس شد.